# MAN NM223

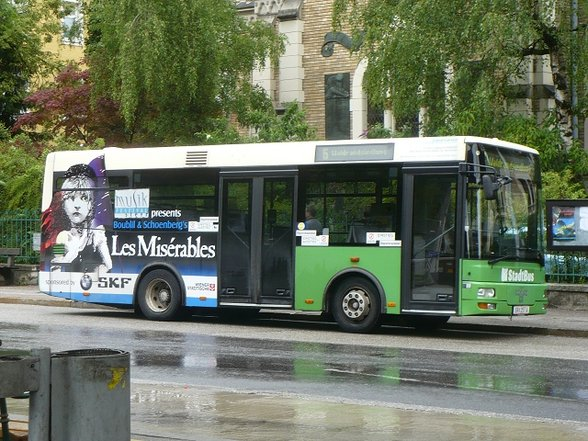
MAN NM223 в Штайре

MAN NM223 — полунизкопольный городской автобус среднего класса, выпускавшийся компанией MAN с 1997 по 2005 год. Вытеснен с конвейера моделью MAN Lion's City M.

## История
Впервые автобус MAN NM223 был представлен в 1997 году в Штуттгарте. Представляет собой модернизацию автобуса MAN NM222. Производство завершилось в 2005 году.

## Особенности
Автобус MAN NM223 вмещает в себя 45—80 пассажиров.

### Технические характеристики
- Двигатель: MAN D0826LOH 15 (Евро-2).
- Мощность: 162 кВт (220 л. с.) при 2400 об/мин.
- Крутящий момент: 850 Н*м при 1500 об/мин.
- Трансмиссия: ZF5HP500.
- Система кондиционирования: Konvekta Type MKL 5 ARS/4[1].